# Bakónak
Bakónak (szlovénül: Bukovnica, vendül Bükovnica) falu Szlovéniában, Muravidéken, Pomurska régióban.  Közigazgatásilag Alsómaráchoz tartozik.

## Fekvése
Muraszombattól 15 km-re északkeletre a Ravensko  tájegységben a Bakónaki-patak mentén erdők között fekszik.

## Története
Területén már a neolitikumban is éltek emberek, ezt bizonyítják az itt talált újkőkori leletek. A római korból két halomsír található a határában.
A települést 1326-ban "Poss. Bokonuk" alakban a Reznekiek birtokaként említik először. 1381-ben "Alsobakonok, Felseubakonok", 1389-ben "Felseubakolnak, Alsoubakolnak", 1405-ben "Poss. utraque Bakónuk" néven szerepel a korabeli forrásokban. A lendvai Bánfiaké volt. 1366-ban a Salamonváriak birtokában szintén fordul elő Filóccal ("Filouch") együtt két ily nevű helység "Bakovik Superior et Inferior", mely szintén a mai Bakónakra vontkozik.
Vályi András szerint „BAKONAK. Elegyes lakosú horvát falu Szala Vármegyében, birtokos Ura Hertzeg Eszterházy Uraság, lakosai katolikusok, fekszik a’ kisebb Kopornaki járásban, Bagonyának szomszédságában, mellynek filiája. Határja hegyes, mellynek némelly részét a’ vizek szokták kimosni, és néhol soványas is, szőlő hegye középszerű, eladásra módgya a’ távolabb való helységekben, harmadik Osztálybéli.”
Fényes Elek szerint „Kis-Bakonak, magyar falu, Zala vármegyében, 104 kath. lak. F. u. herczeg Eszterházy. Ut. p. A. Lendva.”
1910-ben 235, túlnyomórészt szlovén lakosa volt. A trianoni békeszerződésig Zala vármegye Alsólendvai járásához tartozott, 1919-ben átmenetileg a de facto Mura Köztársaság része lett. Még ebben az évben a Szerb–Horvát–Szlovén Királysághoz csatolták, ami 1929-től Jugoszlávia nevet vette fel. 1941-ben átmeneti időre ismét Magyarországhoz tartozott, 1945 után visszakerült jugoszláv fennhatóság alá. 1991 óta a független Szlovénia része. 2002-ben 48 lakosa volt.

## Nevezetességei
- A falu Szent Kereszt tiszteletére szentelt kápolnája 1905-ben épült.
- Római kori halomsírok.
- A Horvát-kovácsműhely a 19. században épült, a 20. század elején átépítették.
- Két műemléki védettségű borospince a 19. századból.